# 霍金斯吧 (加利福尼亞州)
霍金斯吧（英語：Hawkins Bar）是位於美國加利福尼亞州三一縣的一個非建制地區。該地的面積和人口皆未知。

## 地理
霍金斯吧的座標為40°52′12″N 123°31′22″W / 40.87000°N 123.52278°W，而該地的平均海拔高度為235米（即771英尺）。